# Kobyłki (województwo lubelskie)
Kobyłki – wieś w Polsce położona w województwie lubelskim, w powiecie łęczyńskim, w gminie Ludwin.
24 czerwca 1942 Niemcy rozstrzelali 11 osób (5 ofiar zostało zidentyfikowanych).
W latach 1975–1998 miejscowość administracyjnie należała do ówczesnego województwa lubelskiego.
W roku 1998 w Kobyłkach został wybudowany społecznie sklep Samopomocy Chłopskiej w Ludwinie.
Wieś stanowi sołectwo gminy Ludwin. Według Narodowego Spisu Powszechnego z roku 2011 wieś liczyła 125 mieszkańców.
Wieś położona w strefie oddziaływania kopalni Bogdanka. Obecnie następują tu dwa, nieczęsto spotykane razem, procesy: wyludniania wsi oraz wzrost cen gruntów, spowodowane to jest działalnością kopalni "Bogdanka". Tereny Kobyłek zaczynają zapadać się wskutek wydobycia węgla i zapadania się korytarzy podziemnych. Powstają niekontrolowane zlewiska wody, poszerzając obszar powiązany z rzeką Tyśmiennicą oraz istniejącym zalewiskiem Szczecin. W początkowej fazie (1995-2000) zabudowania, które zostały zniszczone działalnością kopalni, były remontowane i wzmacniane na koszt KWK Bogdanka. Od roku 2000 prowadzony jest wykup ziemi oraz zabudowań przez KWK Bogdanka. Tereny okoliczne Kobyłek zostaną zalane wodą, a dotychczas rolnicza okolica zostanie przekształcona w tereny rekreacyjne przeznaczone do wypoczynku mieszkańców miasta Łęczna. Nie istnieje już dawny przysiółek wsi Kobyłki, czyli Kolonia Szczecin. Pozostali mieszkańcy Kobyłek starają się rozwijać agroturystykę.